# Len Eyre
Leonard „Len” Eyre (ur. 27 listopada 1925 w Sheffield, zm. 6 listopada 1986 w Harrogate) –  brytyjski lekkoatleta, średnio- i długodystansowiec, dwukrotny medalista igrzysk Imperium Brytyjskiego w 1950.
Jako reprezentant Anglii zwyciężył w biegu na 3 mile oraz zdobył srebrny medal w biegu na milę (za Billem Parnellem z Kanady) na igrzyskach Imperium Brytyjskiego w 1950 w Auckland.
Startując w barwach Wielkiej Brytanii zajął 5. miejsce w biegu na 1500 metrów na mistrzostwach Europy w 1950 w Brukseli. Wystąpił w tej konkurencji na igrzyskach olimpijskich w 1952 w Helsinkach, ale odpadł w przedbiegach.
Eyre był wicemistrzem Wielkiej Brytanii (AAA) w biegu na milę w 1950 oraz brązowym medalistą na tym dystansie w 1949, a także brązowym medalistą w biegu na 3 mile w 1953.
Rekordy życiowe Eyre:
- bieg na 880 jardów – 1:54,8 (21 lipca 1951, Newcastle upon Tyne)
- bieg na 1500 metrów – 3:50,2 (25 sierpnia 1951, Belgrad)
- bieg na milę – 4:10,6 (14 lipca 1951, Londyn)
- bieg na 3 mile – 13:57,9 (12 czerwca 1954, Glasgow)
- bieg na 5000 metrów – 14:31,4 (2 września 1953, Sztokholm)